# Linn Skåber
Linn Skåber, född 31 mars 1970, är en norsk skådespelare och textförfattare, utbildad vid Statens Teaterhøgskole. Hon har också gått på Westerdals reklameskole.
Skåber debuterade vid Oslo Nye Teater 1997 med titelrollen som Mirandolina. Här har hon senare medverkat i diverse gästspel. Hon har medverkat i en rad revyer, kabaréer, spelfilmer och TV-produktioner, och dubbat flera filmer.
Linn Skåber tog över efter Anne-Kat. Hærland som fast paneldeltagare i underhållningsprogrammet Nytt på nytt hösten 2007.
År 2010 visade SVT den norska kriminaldramaserien Godnatt älskade, där Linn Skåber spelade jazzsångerskan "Laila Svanøy".

## Utmärkelser
Linn Skåber fick Gullruten 2007 för programserien "Hjerte til hjerte" på NRK.

## Filmografi
- 2013: Mig äger ingen
- 2009: Godnatt älskade (TV-serie)
- 2006: Klippan i livet
- 2006: Origamijenta
- 2006: Tommys inferno
- 2005: Istid 2
- 2004: Vinterkyss
- 2000: Get Ready to Be Boyzvoiced

## TV-uppträdanden
- 2007 Nytt på nytt
- 2007 Hjerte til hjerte
- 2005 Trond Viggo og samfundet 2
- 2005 Brødrene Dal og mysteriet med Karl XIIs gamasjer
- 2002 Sejer - Djevelen holder lyset
- 2002 Trond-Viggo og Samfundet
- 2001 Nissene på låven
- 2001 Shushi
- 2000 Fire høytider (mini-serie)
- 2000 Ca. lykkelig
- 1999 Lyckliga gatan
- 1999 Sejer – Se deg ikke tilbake